# Guy Bertrand (chroniqueur)
 (février 2016).
Si vous disposez d'ouvrages ou d'articles de référence ou si vous connaissez des sites web de qualité traitant du thème abordé ici, merci de compléter l'article en donnant les références utiles à sa vérifiabilité et en les liant à la section « Notes et références ».
Pour les articles homonymes, voir Guy Bertrand et Bertrand.
Guy Bertrand (né à Trois-Rivières le 5 avril 1954) est chroniqueur à la radio et à la télévision de Radio-Canada et premier conseiller linguistique de la Société Radio-Canada.
Spécialiste de la langue des médias, Guy Bertrand conçoit et écrit la politique linguistique de Radio-Canada. Ses capsules linguistiques quotidiennes sont diffusées dans tout le Canada. Il présente des chroniques dans le cadre de nombreuses émissions à la radio et à la télévision. Il est diplômé du baccalauréat en langues modernes - traduction de l'Université du Québec à Trois-Rivières.
Le 1er novembre 2017, Guy Bertrand reçoit le prix Georges-Émile-Lapalme pour la promotion de la qualité et le rayonnement de la langue française,.
En 2021, Guy Bertrand reçoit le prix Pythagore de l'Université du Québec à Trois-Rivières.

## Biographie

### Carrière
De 1998 à 2013, il présente tous les vendredis une chronique linguistique à l'émission C'est bien meilleur le matin, diffusée à la Première Chaîne de Radio-Canada. C'est René Homier-Roy, l'animateur de cette émission, qui lui a donné, avec humour, le titre d'« Ayatollah de la langue ».
Guy Bertrand est membre du jury de la Dictée des Amériques de 2002 à 2009. Il est membre du jury des prix Francopub de 2005 (année de leur création) jusqu'en 2017, membre du jury du prix Georges-Émile-Lapalme en 2010 et président du même jury en 2011, membre du comité scientifique du projet Franqus (dictionnaire Usito) de l'Université de Sherbrooke jusqu'au lancement du dictionnaire, en 2012. Il est président d'honneur du Concours national de lecture en 2008 et en 2009 . Il est l'auteur de la Dictée Éric-Fournier en 2009 et l'auteur de la Grande dictée de la Saskatchewan en 2010.
De 2012 à 2022, Guy Bertrand collabore à titre de personne-ressource avec la Maison Robert de Paris pour l'ajout de québécismes et de canadianismes aux nouvelles éditions du Petit Robert.
Guy Bertrand prend sa retraite en juin 2024 après 33 ans et demi de service à la société d'État

## Émissions de radio et de télévision

### Émissions actuellement en ondes
- Phare Ouest (Vancouver – radio, 2018- )
- Sur le vif (Ottawa – radio, 2016- )
- Par ici l'info (Sherbrooke – radio, 2018- )
- Des matins en or (Abitibi-Témiscamingue – radio, 2013- )
- Le matin du Nord (Sudbury – radio, 2009- )
- Matins sans frontières (Windsor – radio, 2015- )
- Info-réveil (Rimouski – radio, 2008- )
- Bon pied, bonne heure (Matane – radio, 2008- )
- Le 6 à 9 (Saint-Boniface/Winnipeg – radio, 2012- )
- Le café show (Edmonton – radio, 2011- )
- Le réveil (Halifax – radio, 2011- )
- Le réveil (Charlottetown – radio, 2014- )
- L'heure de pointe - Acadie (Atlantique – radio, 2013- )
- Pour faire un monde (Regina – radio, 2022- )
- Y a pas deux matins pareils (Toronto – radio, 2013- )
- Capsule linguistique (Canada – radio, 1994- )
- Soit dit en passant (Canada – radio, 2021- )

### Émissions passées
- Marina Orsini (Canada – télévision, 2015-2019)
- Style libre (Saguenay – radio, 2017-2020)
- 360 PM (Trois-Rivières – radio, 2016-2020)
- C'est pas trop tôt en Estrie (Sherbrooke – radio, 2016-2018)
- C’est bien meilleur le matin (Montréal – radio, 1998-2013)
- Le 15-18 (Montréal – radio, 2013-2017)
- Café, boulot, Dodo (Saguenay – radio, 2004-2017)
- Les voies du retour (Ottawa – radio, 2013-2016)
- Pour le plaisir (Canada – télévision, 2007-2013)
- C'est ça la vie (Canada – télévision, 2012-2013)
- Des kiwis et des hommes (Canada – télévision, 2010-2011)
- Québec express (Québec – radio, 1999-2001)
- Nulle part ailleurs (Ottawa – radio, 1999-2001)
- Vivement samedi (Ottawa – radio, 2001-2002)
- Au gré des jours (Sept-Îles – radio, 2001-2005)
- Fréquence 90 (Ottawa – radio, 2003-2004)
- Chez nous le matin (Trois-Rivières – radio, 2003-2011)
- Tour de piste (Canada – radio, 2006-2006)
- Bonjour la Côte (Sept-Îles – radio, 2006-2007)
- Les arts et les autres (Toronto – radio, 2006-2007)
- Sonnez les matines (Matane – radio, 2006-2008)
- Tam-Tam (international – radio, 2007-2012)
- Radio-Réveil (Saint-Boniface/Winnipeg – radio, 2008-2012)
- Le monde selon Mathieu (Ottawa – radio, 2005-2013)
- Six pieds au-dessus de la mer (Vancouver – radio, 2010-2012)
- La nuit qui bat (Canada – radio, 2011-2012)
- Libre échange (Atlantique– radio, 2011-2013)
- Capsule Radar (Canada – radio, 1992-1994)
- CBV bonjour! (Québec – radio, 1991)
- Les mots pour le dire (Montréal – télévision, 2009-2010)
- Point du jour (Regina – radio, 2013-2022)

## Livres et publications
- Le français au micro (1998-2018) (2023-2024)
- 400 capsules linguistiques (1999)
- 400 capsules linguistiques II (2006)
- Pris au mot (2015)